# Pas brzuszny
Pas brzuszny (błędna nazwa: pas przepuklinowy) – rodzaj opaski uciskowej, stosowanej po operacji jamy brzusznej (np. usunięciu przepukliny). Zakładany jest dookoła brzucha na długości ok. 20 cm (od biodra do talii).

## Historia
Pasy brzuszne wykorzystywane są od kilku stuleci. Prawdopodobnie, na szerszą skalę zostały wprowadzone w XVII w. przez niemieckiego chirurga Johannesa Scultetusa, który stworzył, nazwaną jego nazwiskiem „nie elastyczną opaskę Scultetusa”. 

## Właściwości
Dopasowany i prawidłowo założony, pas brzuszny prawdopodobnie usztywnia tułów, umożliwiając tym samym podnoszenie ciężkich przedmiotów. Dlatego też pas brzuszny stosowany jest nie tylko po operacji ale także przy podejmowaniu aktywności fizycznej. Pas brzuszny, założony po zabiegu, powinien unieruchamiać powłoki brzuszne, co powiązane jest ze zmniejszeniem bólu związanego z ich zachodzeniem na siebie (zanotowano nawet dwukrotnie mniejsze odczuwanie bólu, jednakże skala wyników badań była zbyt mała by wykazać jakąkolwiek tendencję). 
Założony pas powoduje także nieznaczny wzrost ciśnienia rozkurczowego tętniczego. Wyniki badań nie były jednak rozstrzygające. Nie stwierdzono jednoznacznego znaczącego wpływu noszenia pasa brzusznego na spadek parametrów oddechowych.